# Crypsiphona melanosema
Crypsiphona melanosema är en fjärilsart som beskrevs av Edward Meyrick 1888. Crypsiphona melanosema ingår i släktet Crypsiphona och familjen mätare. Inga underarter finns listade i Catalogue of Life.